# Buckelkarseen
Buckelkarseen är sjöar i Österrike.   De ligger i förbundslandet Steiermark, i den centrala delen av landet, 230 km sydväst om huvudstaden Wien. Buckelkarseen ligger 2 176 meter över havet.
Trakten runt Buckelkarseen består i huvudsak av gräsmarker. Runt Buckelkarseen är det glesbefolkat, med 20 invånare per kvadratkilometer.